# Plateforme de vidéos en ligne

Logo de YouTube.

Logo de Vimeo.

Logo de Dailymotion.

Les plateformes de vidéos en ligne sont des sites internet d'hébergement de vidéos, apparus au début des années 2000, et popularisés par des acteurs comme YouTube (fondé en 2005).
En principe, elles se basent sur un système de contenu généré par les utilisateurs — dits UCG pour users-generated content —, ce qui les oppose aux médias traditionnels de diffusion d'images, aux médias audiovisuels et aux autres médias de masse. Ces plateformes participent donc à l'évolution d'Internet vers un web collaboratif dite web 2.0.
La législation de l'Union européenne considère un « service de plateformes de partage de vidéos » comme « un service (...) pour lequel l’objet (...) du service (...) est la fourniture au grand public de programmes, de vidéos créées par l’utilisateur, ou des deux, qui ne relèvent pas de la responsabilité éditoriale du fournisseur de la plateforme de partage de vidéos ».

## Histoire
L'hébergement de vidéo en ligne pratique et la diffusion vidéo en continu par internet ont été rendues possible par des avancées dans les technologies de compression vidéo, en raison de besoin des bandes passantes incommodes liés à la vidéo non compressée. La  vidéo numérique non compressée requiert une bande passante de 168  millions de bauds pour une vidéo de définition SD, et plus de 1  milliards de bauds pour le format full HD. Le plus important algorithme de compression de données qui permet l'hebergement vidéo et le streaming commodes est la transformée en cosinus discrète (TCD ou DCT en anglais), une technique de compression avec perte initialement proposée par Nasir Ahmed, T. Natarajan et K. R. Rao en 1973. L'algorithme TCD (ou DCT) est la base du premier  video coding format commode, H.261, en 1988. Il a été suivi par des formats de codage vidéo basés sur le TCD plus populaires, les plus notables étant les standards vidéo MPEG et H.26x depuis à partir de 1991. La transformée en cosinus discrète (en anglais) (TCDM ou MDCT) est aussi la base du format de compression audio audio compression MP3 introduite en 1994, et ensuite le format Advanced Audio Coding (AAC) en 1999.

### Sites d'hébergement vidéo
Le premier site Internet d'hébergement vidéo a été ShareYourWorld.com. Fondé en 1997, il permettait aux utilisateurs de fournir (par téléchargement montant) des clips vidéos ou des vidéos complètes en différents formats. Cependant, les limites venaient de la bande passante de l'accès à Internet et des technologies de transcoding vidéo. De ce fait, le site ne supportait pas la diffusion de flux ultérieurement vulgarisée par YouTube. ShareYourWorld a été fondé par Chase Norlin, et fonctionna jusqu'à sa fermeture en 2001, en raison de problèmes économiques : budget et bande passante[citation nécessaire].
Fondé en octobre 2004, Pandora TV en Corée du Sud est mondialement le premier site web de partage de vidéo à attacher des publicités aux clips vidéos fournis par des utilisateurs et à fournir un espace d'enregistrement illimité pour permettre aux utilisateurs de partager leurs clips vidéos. La société a développé un système de publicités-auto qui insère automatiquement des publicités dans les clips publiés sur le site web. Il a été fondé dans le quartier Gangnam-gu de Seoul,.

### Plateformes de diffusion de flux
Le service YouTube a été fondé par Chad Hurley, Jawed Karim et Steve Chen en 2005. Le service était basé sur une technologie de transcodage vidéo, qui permettait la diffusion de flux vidéo de contenu généré par les utilisateurs depuis un quelconque nœud du World Wide Web. Cela a été rendu possible en mettant en œuvre un plugin de navigateur de marque Adobe Flash Player basé sur les technologies vidéo MPEG-4 AVC et audio  AAC. Cela permettait la fourniture dans un  format de codage vidéo quelconque, et le transcodage en vidéo AVC compatible avec la marque Flash qui été diffusée et consommable par le Web. Le premier clip vidéo de YouTube a été Me at the zoo, fourni par Karim en April 2005.
Par la suite, YouTube est devenu la plus célèbre plateforme de vidéo en ligne, et changea la manière dont les vidéos ont été hébergées sur le Web. Le succès de YouTube a conduit à de nombreuses plateformes de vidéo en ligne similaires, de sociétés comme Netflix, Hulu et Crunchyroll.
Parmi ces plateformes de vidéo en ligne comme Netflix, Hulu, et YouTube, des préoccupations ont surgi concernant la vie privée, notamment l’utilisation par les services des sites web des informations personnelles des consommateurs et des comportements en ligne pour cibler la publicité et les suivre à la dépense.
De nombreuses plateformes de vidéo en ligne de diffusion de flux enregistrent des informations consommateur "semi-privées" (sic) telles que les données de streaming vidéo, la fréquence d'achat, le genre des vidéos visionnées, etc.

## Concept
(octobre 2024).
- Si vous ne connaissez pas le sujet, laissez ce bandeau (vous pouvez alors contacter les auteurs).
- Si vous supprimez le contenu mis en cause (vous pouvez préalablement contacter les auteurs),

argumentez précisément cette suppression dans la page de discussion
(un manque de référence n'est pas un argument ; une recherche réelle de référence doit avoir été effectuée, être formellement documentée).
Les plateformes de vidéo en ligne, ou streaming, apparaissent au début des années 2000 et participent à l'évolution d'Internet vers un web collaboratif où tout devient beaucoup plus accessible et intuitif[réf. nécessaire]. En principe, elles se basent sur un système de contenu généré par les utilisateurs : les UCG (users-generated content), ce qui les oppose aux médias traditionnels de diffusion d'images, aux médias audiovisuels et aux autres mass-media. Ces médias traditionnels proposent au contraire des contenus financés et présélectionnés, ce qui diffère donc du choix pléthoriques des plateformes web. Des « études de marchés » servent à proposer des contenus que les usagers désirent voir et le marketing sert à convaincre les usagers de désirer les produits promus. Ces plateformes seraient alors la résultante logique d'une convergence entre la dématérialisation, une nouvelle économie basée sur la proposition de contenus gratuits[réf. nécessaire], un certain esprit de collaboration et de réappropriation de contenus préexistants pour en proposer d'autres, mais aussi d'une volonté de consommation massive des images et de l'audiovisuel, initiée antérieurement par la télévision et les autres médias audiovisuels.

## Impact sur l'audiovisuel
(octobre 2024).
- Si vous ne connaissez pas le sujet, laissez ce bandeau (vous pouvez alors contacter les auteurs).
- Si vous supprimez le contenu mis en cause (vous pouvez préalablement contacter les auteurs),

argumentez précisément cette suppression dans la page de discussion
(un manque de référence n'est pas un argument ; une recherche réelle de référence doit avoir été effectuée, être formellement documentée).
Dans un premier temps, il s'agissait de sites destinés à la diffusion de vidéos amateurs d'ordre privé mais depuis, elles ont pris une ampleur qui participe également à la déstabilisation des filières audiovisuelles car, comme le résume le chercheur Pierre-Jean Benghozi :
« D'innombrables contenus culturels circulent sur Internet, pour le plaisir de l'échange ou dans un but de promotion, mais sans logique éditoriale véritable. La grande originalité des plateformes 2.0 est bien qu'au choix préalable d'un éditeur, d'un producteur ou d'un directeur artistique se substitue un processus de sélection et de mise en avant reposant a posteriori sur le buzz et les mécanismes automatiques et statistiques de recommandations. » Il n'est donc pas étonnant de voir que, au fur et à mesure de l'augmentation de la qualité d’offre de ces plateformes et de leur effet de diffusion virale, elles deviennent un terrain libre d'expérimentation de diffusion pour des artistes du secteur audiovisuel.
Aujourd'hui, des plateformes telles que YouTube, Dailymotion ou Vimeo, agissent comme un lieu de diffusion par excellence des films courts. L'universitaire Laurence Alfonsi indique : « Les réalisateurs de courts métrages ont été les premiers à s’approprier le réseau afin de promouvoir leurs films habituellement délaissés par les médias traditionnels. ». Ces plateformes pourraient donc êtres perçues, dans premier temps, comme un tremplin vers la réalisation de longs-métrages qui pourrait éventuellement ouvrir une porte vers les systèmes de distribution traditionnels. Toutefois cette manière de fonctionner n'est pas une nouveauté : avec la télévision, on voit des réalisateurs qui, en plus des courts-métrages, font carrière et se construisent une renommée solide dans d'autres branches audiovisuelles telles que les vidéoclips ou la publicité pour ensuite se diriger vers le cinéma. Comme exemples on peut citer deux réalisateurs bien connus : Michel Gondry et Spike Jonze. Le premier, réalisa pendant dix ans des vidéoclips avant de se lancer dans son premier court-métrage, puis dans les longs-métrages. Le deuxième commença sa carrière avec des vidéos qui mettent en scène des skaters, des vidéoclips, puis très vite des courts-métrages avant de signer son premier long-métrage : Dans la peau de John Malkovich.
Ces plateformes représentent donc une intersection entre plusieurs terrains d'expérimentation : d'une part se trouvent les nouvelles technologies numériques et les plateformes telles que Youtube ou Vimeo, qui permettent d'explorer de nouvelles manières de produire et de diffuser des œuvres audiovisuelles ; et d'autre part, les courts-métrages, délaissés par les réseaux de distribution traditionnels, mais qui sont également, et historiquement, perçus comme un moyen efficace d’expérimenter de nouvelles formes de langages cinématographiques.

## Pornographie
La pornographie sur Internet est la pornographie accessible sur Internet via des sites web et des applications mobiles, un échange de fichiers par des réseaux peer-to-peer et des réseaux Usenet.
En France, en 2024, dans le but de protéger les mineurs, un référentiel est adopté en annexe d'une délibération. Ce référentiel concerne en particulier la vérification de l'âge et les modalités de la vérification de l'âge.

## Règlementation européenne
La réglementation européenne reconnaît que les «services de plateformes de partage de vidéos fournissent un contenu audiovisuel qui est de plus en plus consulté par le grand public, en particulier les jeunes. Cela vaut également pour les services de médias sociaux, qui sont devenus un vecteur important de partage de l’information, de divertissement et d’éducation, notamment en fournissant un accès à des programmes et à des vidéos créées par l’utilisateur.» De plus, ils se disputent les mêmes publics et les mêmes recettes que les services de médias audiovisuels. La commission de l'union européenne considère aussi qu'ils ont un impact considérable en ce qu’ils permettent plus facilement aux utilisateurs de façonner et d’influencer l’opinion d’autres utilisateurs. Ainsi, certains services de médias sociaux relèvent du champ d’application des nouvelles règles relatives aux plateformes de partage de vidéos lorsqu’ils répondent à certains critères.
Dans l'union européenne, la directive SMA définit «un «service de plateformes de partage de vidéos» comme «un service (...) pour lequel l’objet principal du service proprement dit ou d’une partie dissociable de ce service ou une fonctionnalité essentielle du service est la fourniture au grand public de programmes, de vidéos créées par l’utilisateur, ou des deux, qui ne relèvent pas de la responsabilité éditoriale du fournisseur de la plateforme de partage de vidéos, dans le but d’informer, de divertir ou d’éduquer, par le biais de réseaux de communications électroniques (...) et dont l’organisation est déterminée par le fournisseur de la plateforme de partage de vidéos, à l’aide notamment de moyens automatiques ou d’algorithmes, en particulier l’affichage, le balisage et le séquencement».
En France, le régulateur dans ce domaine est l'Autorité de régulation de la communication audiovisuelle et numérique (ARCOM).

### Règlementation française
En octobre 2021, la législation française relative aux plateformes en ligne est modifiée dans ces articles 58A à 69 du titre IV relatif aux plateformes en ligne de la Loi n° 86-1067 du 30 septembre 1986 relative à la liberté de communication (Loi Léotard).
La réglementation française s'applique aux plateformes qui n'ont pas leur siège dans un autre pays de l'Union européenne (comme l'Irlande par exemple).

## Tendances
Certains acteurs de la vidéo en ligne OTT, se sont dans un premier temps intéressés aux contenus créés par les utilisateurs (user-generated content, UCG) caractérisés par un volume important et une faible valeur ou à des genres spécifiques, consolident ensuite leur position sur le marché de éditorial et de la distribution de contenus de qualité créés par des professionnels.